# Endocrine Reviews
Endocrine Reviews est une revue scientifique à comité de lecture spécialisée dans le domaine de l'endocrinologie moléculaire et clinique et publie uniquement des articles de revue. Elle est publiée en anglais par The Endocrine Society depuis février 1980.
D'après le Journal Citation Reports, le facteur d'impact de ce journal était de 21,059 en 2014. L'actuel directeur de publication est E. Chester Ridgway.